# Avaleresses du Moulin
Ne doit pas être confondu avec Fosse du Moulin.
Les avaleresses du Moulin de la Compagnie des mines d'Anzin sont un ancien charbonnage non exploité du bassin minier du Nord-Pas-de-Calais, situé à Escautpont. Les travaux commencent en 1716, la même année que les fosses Point du jour et Ponchelet, et toutes trois sont abandonnées l'année suivante à cause des venues d'eau qui n'ont pas pu être épuisées. La société creuse la fosse Jeanne Colard en 1718, et celle-ci permettra de découvrir la houille le 3 février 1720.
Au début du XXIe siècle, Charbonnages de France ne matérialise les têtes des puits du Moulin, mais installe sur un mur une borne permettant d'en situer un des deux. Ces deux puits sont situés à peu de distance de la ligne de Somain à Péruwelz qui a été ouverte plus d'un siècle plus tard par la Compagnie des mines d'Anzin.

## La fosse
Jean-Jacques Desandrouin et Pierre Taffin commencent à rechercher de la houille en 1716. Ils fondent la Société Desaubois avec Pierre Desandrouin-Desnoëlles, qui a besoin de charbon pour faire fonctionner sa verrerie de Fresnes-sur-Escaut, Jacques Richard et Nicolas Desaubois, la société prenant le nom de ce dernier.
Jacques Mathieu est l'ingénieur qui dirige les travaux des houillères que Jean-Jacques Desandrouin possède à Lodelinsart, près de Charleroi. Il part de cette commune le 18 juillet 1716 avec sa famille et vingt jeunes gens engagés pour un an par Jean-Jacques Desandrouin.
Cette année 1716, trois fosses, comportant chacune deux puits sont commencées : Point du jour, Le Moulin et Ponchelet.

### Fonçage
Les avaleresses du Moulin sont creusées à 825 mètres au sud-ouest des avaleresses Point du jour, sur le territoire d'Escautpont. Le puits est de section carrée avec des côtés de 2,60 mètres et la composition du cuvelage n'est pas connue.

### Abandon
Les deux avaleresses sont abandonnées en 1717. La profondeur des puits n'est pas connue, mais il est avéré qu'aucun accrochage n'a été établi.
Finalement, la société a abandonné les six puits qu'elle a entrepris dans le niveau des eaux à cause des sources qui les remplissent malgré les machines dont on se sert pour les épuiser. Elle entreprend dès 1718 la fosse Jeanne Colard, où la houille est découverte le 3 février 1720.

### Reconversion
Au début du XXIe siècle, Charbonnages de France ne matérialise pas les têtes des puits du Moulin, mais place sur une façade une plaque d'identification permettant d'indiquer la localisation d'une des deux avaleresses, qui est supposée se trouver sous une habitation, quoiqu'il existe une zone d'incertitude de positionnement de trente mètres de rayon. Le BRGM y effectue des inspections chaque année.